# Torneo de las Cinco Naciones 1930
El Torneo de las Cinco Naciones de 1930 (Five Nations Championship 1930) fue la 43° edición del principal Torneo de rugby del Hemisferio Norte.
El campeón del torneo fue el seleccionado de Inglaterra.

## Clasificación
| Lugar | Selección  | Partidos | Partidos | Partidos  | Partidos | Puntos  | Puntos    | Puntos | Tabla de puntos |
| Lugar | Selección  | Jugados  | Ganados  | Empatados | Perdidos | A favor | En contra | dif.   | Tabla de puntos |
| ----- | ---------- | -------- | -------- | --------- | -------- | ------- | --------- | ------ | --------------- |
| 1     | Inglaterra | 4        | 2        | 1         | 1        | 25      | 12        | +13    | 5               |
| 2     | Gales      | 4        | 2        | 0         | 2        | 35      | 30        | +5     | 4               |
| 3     | Irlanda    | 4        | 2        | 0         | 2        | 25      | 31        | -6     | 4               |
| 4     | Francia    | 4        | 2        | 0         | 2        | 17      | 25        | -8     | 4               |
| 5     | Escocia    | 4        | 1        | 1         | 2        | 26      | 30        | -4     | 3               |

## Resultados
| 1 de enero | Francia | 7 - 3 | Escocia | París, |  |

| 18 de enero | Gales | 3 - 11 | Inglaterra | Cardiff, |  |

| 25 de enero | Irlanda | 0 - 5 | Francia | Belfast, |  |

| 1 de febrero | Escocia | 12 - 9 | Gales | Edimburgo, |  |

| 8 de febrero | Irlanda | 4 - 3 | Inglaterra | Dublín, |  |

| 22 de febrero | Inglaterra | 11 - 5 | Francia | Londres, |  |

| 22 de febrero | Escocia | 11 - 14 | Irlanda | Edimburgo, |  |

| 8 de marzo | Gales | 12 - 7 | Irlanda | Swansea, |  |

| 15 de marzo | Inglaterra | 0 - 0 | Escocia | Londres, |  |

| 21 de marzo | Francia | 0 - 11 | Gales | París, |  |